# Allschwil
Allschwil es una ciudad y comuna suiza del cantón de Basilea-Campiña, situada en el distrito de Arlesheim. Limita al este con la ciudad de Basilea (BS) y la comuna de Binningen, al sur con Oberwil, al suroeste con Neuwiller (FR-68), al oeste con Schönenbuch, Buschwiller (FR-68) y Hégenheim (FR-68), y al norte con Saint-Louis (FR-68).
Con sus cerca de 20.000 habitantes Allschwill es la ciudad más poblada del cantón de Basilea-Campiña.

## Referencias

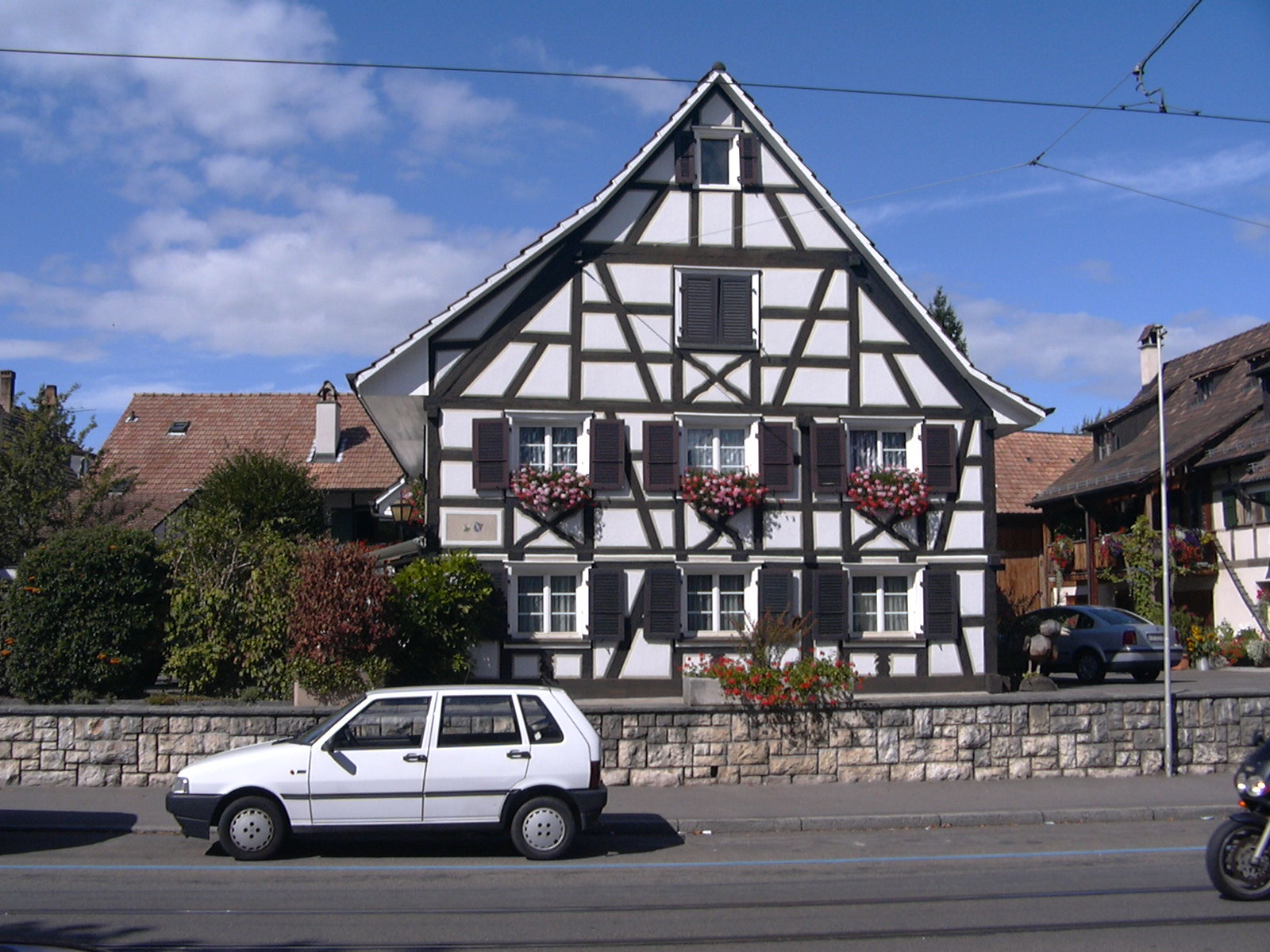
Casa típica en Allschwil.

## Ciudades hermanadas
- Pfullendorf.
- Blaj.